# Proacidalia excelsior
Proacidalia excelsior är en fjärilsart som beskrevs av Rothschild 1933. Proacidalia excelsior ingår i släktet Proacidalia och familjen praktfjärilar. Inga underarter finns listade i Catalogue of Life.